# Anisostachya eromoensis
Anisostachya eromoensis är en akantusväxtart som beskrevs av Raymond Benoist. Anisostachya eromoensis ingår i släktet Anisostachya och familjen akantusväxter. Inga underarter finns listade i Catalogue of Life.